# Racovițeni
Racovițeni è un comune della Romania di 1 434 abitanti, ubicato nel distretto di Buzău, nella regione storica della Muntenia.
Il comune è formato dall'unione di 2 villaggi: Petrișoru e Racovițeni.